# Дорожное (Гурьевский городской округ)
Дорожное — посёлок в Гурьевском городском округе Калининградской области. Входил в состав Новомосковского сельского поселения.

## История
В 1950 году Альтенберг был переименован в поселок Дорожное.

## Население
| 2002 | 2010 | 2011 |
| ---- | ---- | ---- |
| 321  | ↘21  | →21  |

В 1910 году в посёлке проживало 214 человек, в 1939 году — 253 человека.